# Газания
Газания (Gazania) e растение от семейство Asteraceae. Произхожда от южна Африка. Наречено е на Теодор Газа (1398–1475 г.) — свещеник, превел трудовете на Аристотел и Теофраст от гръцки на латински. Съществува и друго обяснение на името - наречено е така от гръцкото газа = богат, заради богатството на цветове в съцветието му. В Германия наричат цветето Sonnentaler (слънчев талер/златна монета) или Mittagsgold („Обедно злато“), защото съцветията му се отварят около обяд и то само в слънчеви дни. Съществуват множество сортове, хибриди от различни видове (например G. rigens, G. longiscapa, G. nivea), използвани за украса в паркове и градини.

## Разпространение
Ареалът на разпространение обхваща Южна Африка, Намибия и тропическите части на Източна Африка. Използва се и в паркове и градини, особено в субтропичните области.

## Отглеждане
Газанията е светлолюбива, сухоустойчива и топлолюбива. Предпочита плодородни, леки почви. Семената се сеят през април-май. Цъфти 80 – 100 дни след първите кълнове с едри и наситено обагрени цветове в червено, жълто, бяло, от юли до есенните слани. Стеблото достига височина 15 – 25 cm. Използва се както за градинско цвете, така и на съндъчета на балкона, като добре понася градска среда.

### Видове
Съществуват около 20 (16 до 40) вида Газания:
- Gazania heterochaeta DC.
- Gazania krebsiana Less. (Syn.: Gazania pavonia, Gazania arctotoides Less., Gazania serrulata DC.)
- Gazania linearis (Thunberg) Druce (Syn.: Gorteria linearis Thunb.)
- Gazania longiscapa DC.
- Gazania nivea DC.
- Gazania pinnata Less.
- Gazania rigens (L.) Gaertn. (Syn.: Gazania splendens hort. ex Hend. & A.A.Hend., Gorteria rigens (L.) L., Othonna rigens L.)
- Gazania uniflora

## Галерия
- Gazania rigens var. leucolaena (DC.) Roessler.
- Gazania lichtensteinii am Naturstandort (Goegap N.R., северната част на Южна Африка).
- Gazania krebsiana am Naturstandort (Goegap N.R., северната част на Южна Африка).
- 2 август 2007 г. в Саксония

## Сортове
Съществуват разнообразни сортове, които цъфтят в широка гама от цветовия спектър:
- 'Fiesta'
- 'Sun'
- 'Talent'
- 'Mini-Star'